# AM og PM
 For alternative betydninger, se AM. (Se også artikler, som begynder med AM)
| 12-timers ur                                                 | 24-timers ur |
| Midnat (start på dag) 12 midnat 12:00 a.m.                   | 00:00        |
| 12:01 a.m.                                                   | 00:01        |
| 1:00 a.m.                                                    | 01:00        |
| 11:00 a.m.                                                   | 11:00        |
| 11:59 a.m.                                                   | 11:59        |
| Middag 12 middag 12:00 p.m.                                  | 12:00        |
| 12:01 p.m.                                                   | 12:01        |
| 1:00 p.m.                                                    | 13:00        |
| 11:00 p.m.                                                   | 23:00        |
| 11:59 p.m.                                                   | 23:59        |
| Midnat (dagens slutning) eller vist som starten på en ny dag | 24:00        |

AM (ante meridiem) og PM (post meridiem) er latinske betegnelser for klokkeslæt henholdsvis før og efter middag. Dette svarer til den normale tidsangivelse på et almindeligt analogt ur, hvor timerne på urskiven angives med tallene fra 1 til 12. Betegnelserne AM/PM anvendes hovedsageligt i lande, der har været en del af det Britiske Imperium, hvor man ikke benytter sig af 24-timersuret. Det drejer sig fx ud over Storbritannien om Republikken Irland, USA (I det amerikanske militær benyttes 24 timers tidsangivelse), Canada (bortset fra Quebec), Australien, Indien, Pakistan, Bangladesh, Malaysia, Malta, men også Ægypten, Mexico og den tidligere amerikanske koloni Filippinerne.
Blandt engelsktalende bliver AM ofte forklaret som after-midnight og PM som past mid-day. 
Før middag er perioden fra kl. 00 (midnat) til kl. 12 (middag). I denne periode vil tidsangivelsen for det meste være den samme som 24-timersuret, bare med betegnelsen "AM" bag på. Efter middag er perioden fra kl. 12 (middag) til kl. 24 (midnat). I denne periode vil f.eks. 17:15 så hedde 5:15 PM ved brug af denne omskrivning. Man skal dog være opmærksom på, at 12-timersuret starter klokken 12 i stedet for 0, dvs. at kl. 12 midnat hedder 12 AM, og kl. 12 middag hedder 12 PM.
Bemærk: Der er forskellige konventioner og forvirring om, hvordan man angiver midnat og middag, om det fx skal betegnes som 12AM eller 00PM og tilsvarende som 12PM eller 00AM. 
Et almindeligt analogt ur skelner ikke mellem AM og PM, men lader viserne køre to omgange hvert døgn, mens et digitalur kan skelne mellem AM og PM ved at vise timetallene 1-12 sammen med en angivelse af, om det er AM eller PM.